# Mark Hateley
Mark Wayne Hateley (født 7. november 1961 i Wallasey, England) er en tidligere engelsk fodboldspiller og træner, der spillede som angriber. Han var på klubplan blandt andet tilknyttet Coventry City i hjemlandet, italienske AC Milan, AS Monaco i Frankrig og skotske Rangers F.C. Med Monaco vandt han i 1988 det franske mesterskab, mens han med Rangers sikrede sig den skotske titel hele fem gange.
Hateley blev desuden noteret for 32 kampe og ni scoringer for Englands landshold. Han deltog ved både VM i 1986 og EM i 1988.
Hateley var under sit ét-årige ophold hos Hull spillende manager, det eneste manager-job han har besiddet.

## Titler
Ligue 1
- 1988 med AS Monaco

Skotsk Premier League
- 1991, 1992, 1993, 1994 og 1995 med Rangers F.C.

Skotsk FA Cup
- 1992 og 1993 med Rangers F.C.

Skotsk Liga Cup
- 1991, 1993 og 1994 med Rangers F.C.